# ماريو روبرتو ألفاريز
ماريو روبرتو ألفاريز (بالإسبانية: Mario Roberto Álvarez)‏ هو مهندس معماري أرجنتيني، ولد في 14 نوفمبر 1913 في بوينس آيرس في الأرجنتين، وتوفي بنفس المكان في 5 نوفمبر 2011.

## معرض صور

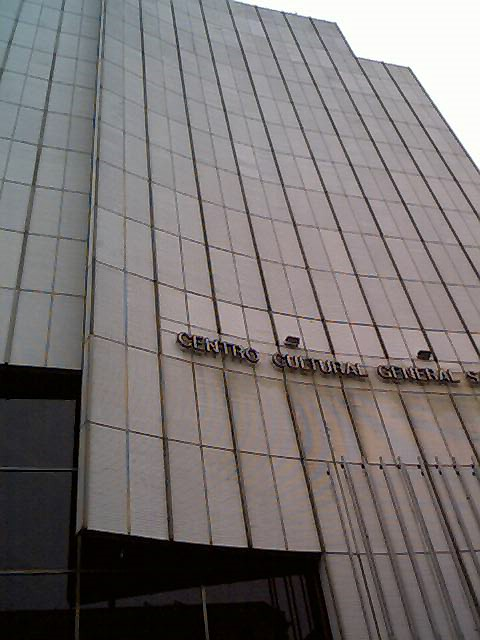
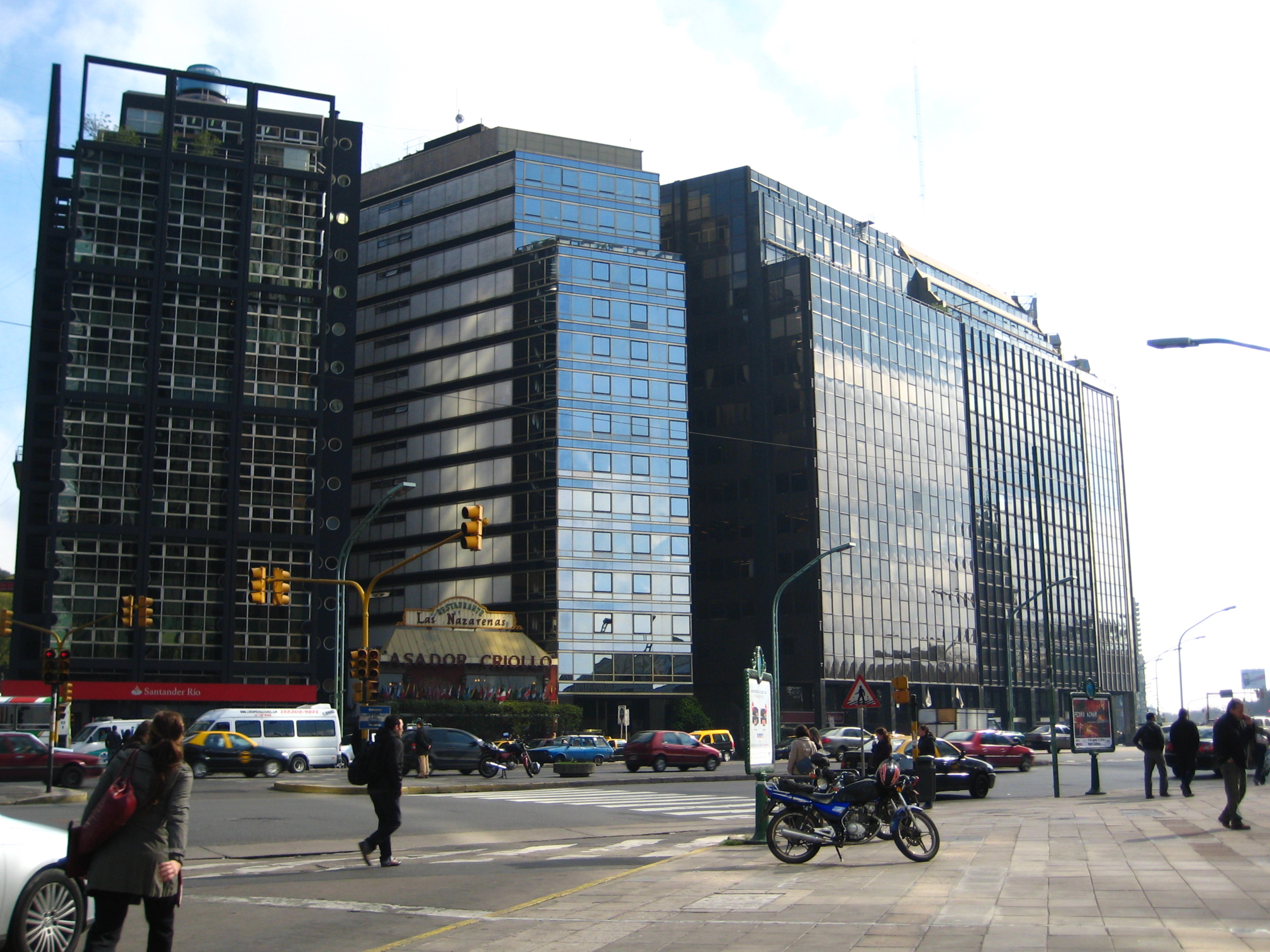
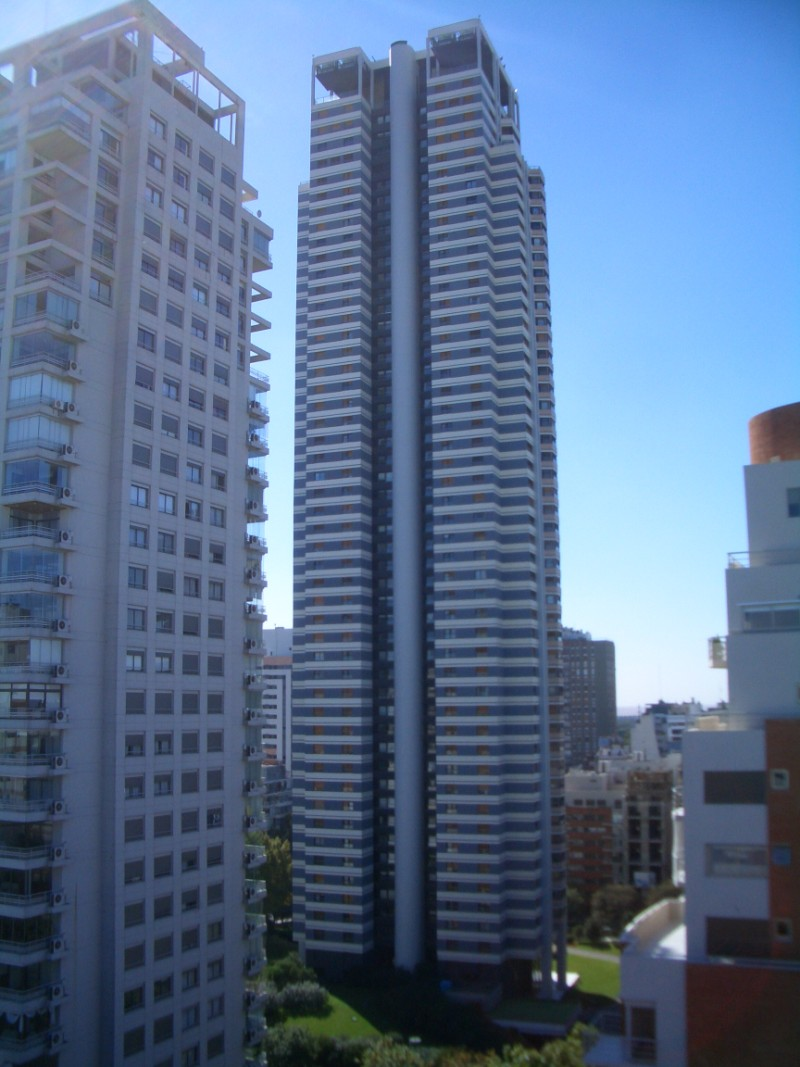
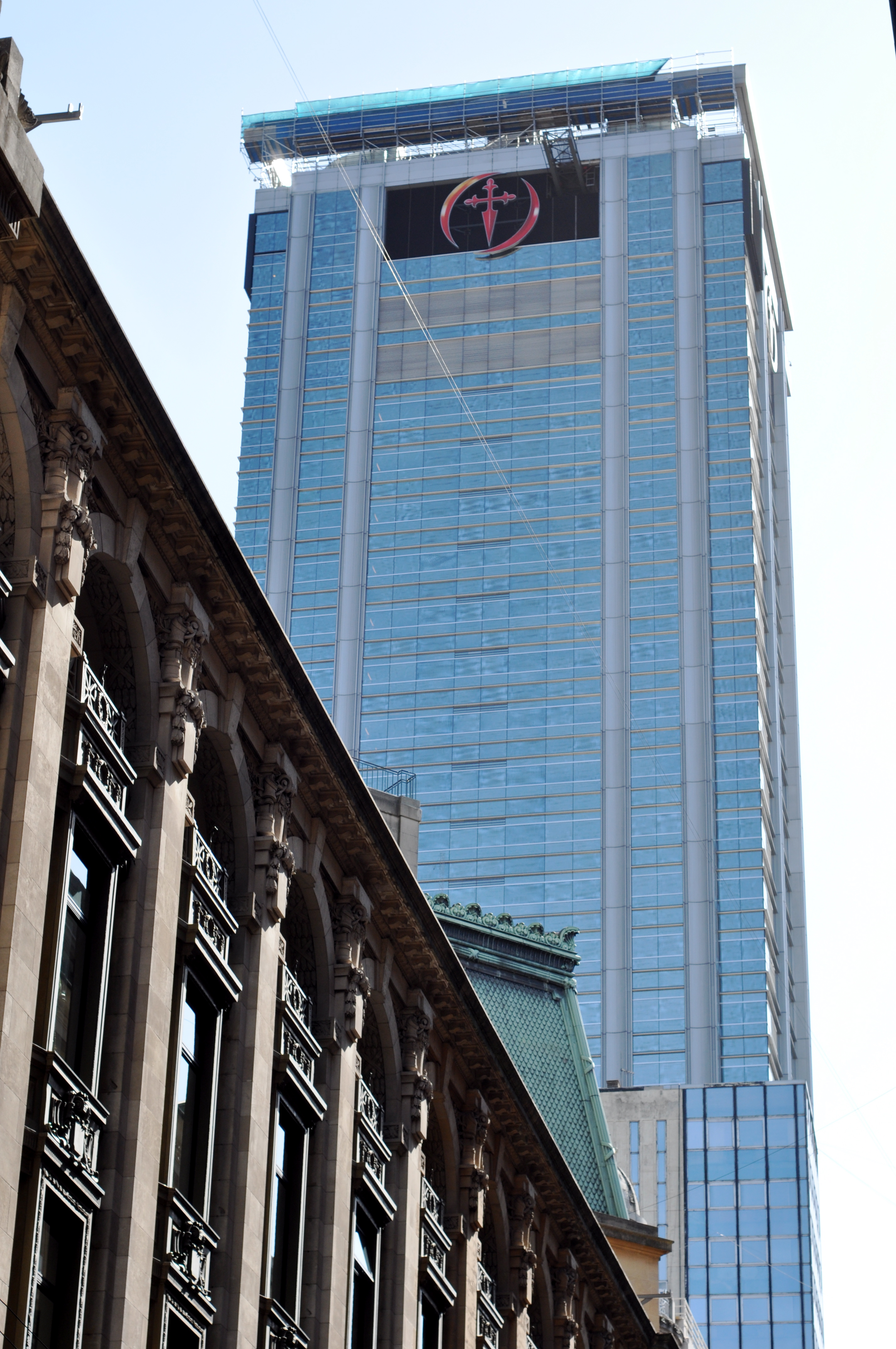
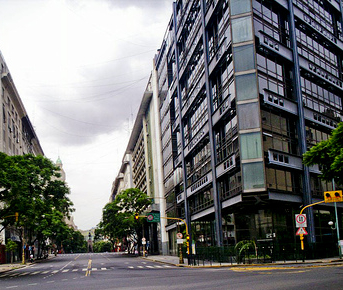
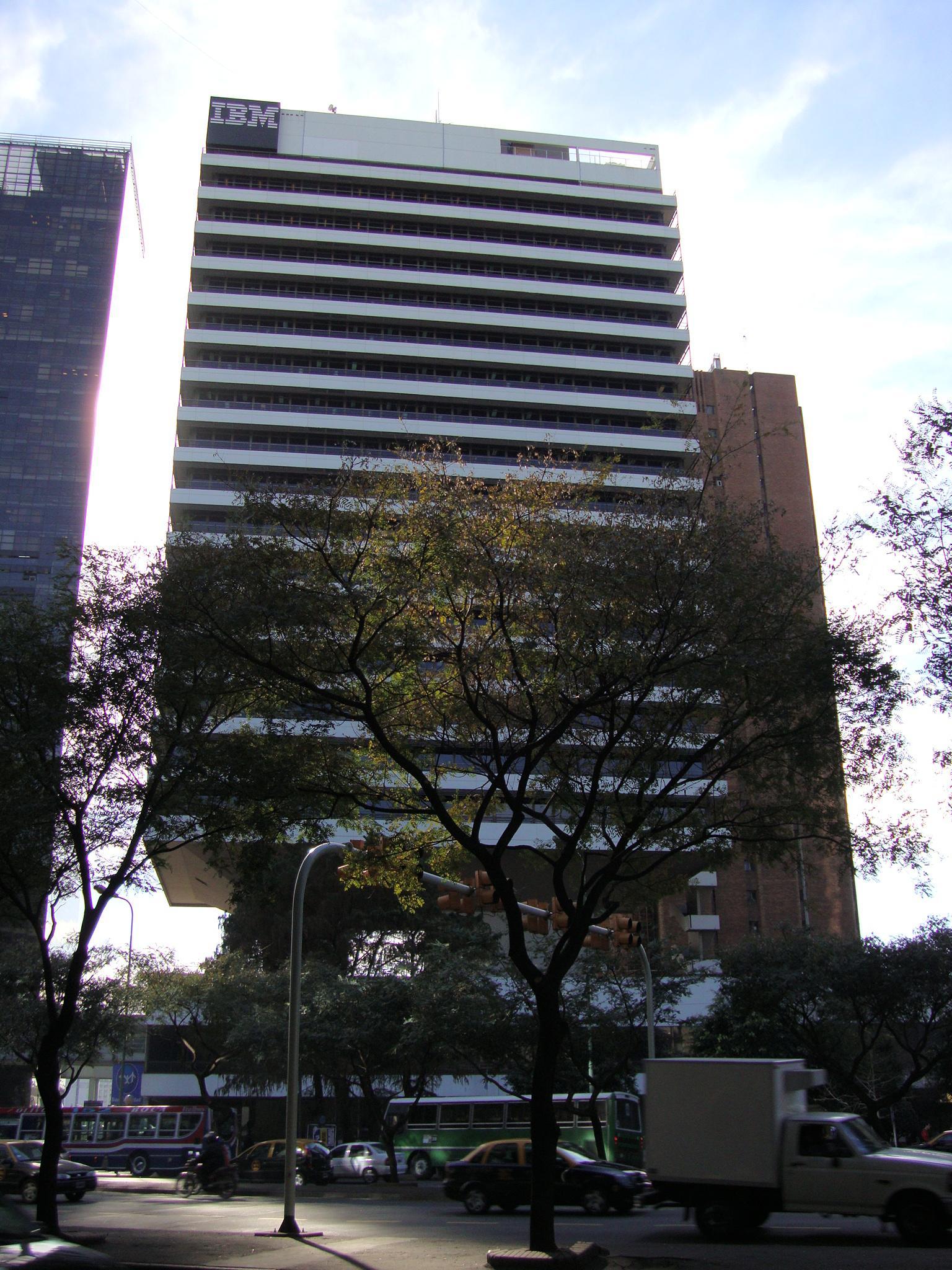